# Baldovino II di Fiandra
Baldovino II, soprannominato il Calvo (863/5 oppure 865/7 – Gand, 10 settembre 918), è stato il secondo conte di Fiandra, dall'879 alla sua morte.

## Origine
Era il figlio del primo conte di Fiandra e poi anche conte di Cambrai, Baldovino I e di Giuditta, figlia primogenita del re dei Franchi occidentali e futuro Imperatore d'Occidente (875-877), Carlo il Calvo e della prima moglie, la nipote di Adalardo il Siniscalco, Ermentrude (circa 830-†869), figlia del conte di Orleans, Oddone (o Eudes) I e d'Engeltrude di Fézensac (sorella di Adalardo), forse discendente di Carlo Martello.
Secondo la Genealogia Comitum Flandriæ Bertiniana, e la Lamberti Genealogia Comitum Flandriæ, Baldovino I di Fiandra era figlio di Odacre, conosciuto anche come Audacer o Odoscer di Harlebec e della moglie di cui non si conoscono né gli ascendenti né il nome.

## Biografia

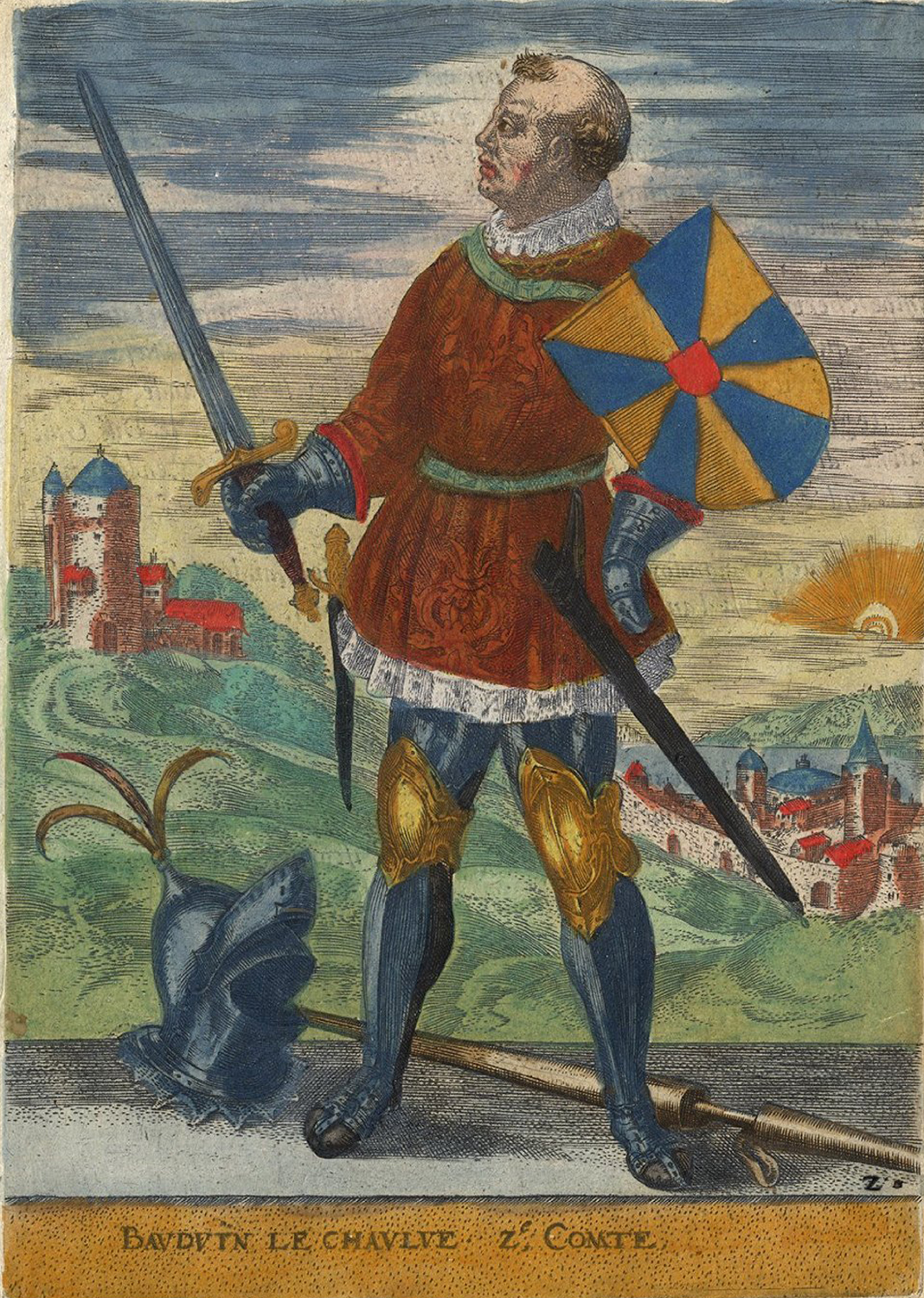
Miniatura di Baldovino II il Calvo, conte delle Fiandre

Nell'879, Baldovino successe al padre come Baldovino II il Calvo conte delle Fiandre. Secondo lo storico S. Rösch il soprannome di Calvo gli fu dato in omaggio al nonno, Carlo il Calvo.
I primi anni del suo regno furono funestati da frequenti e devastanti incursioni vichinghe, tanto che secondo il Nicholas, in alcune circostanze dovette rifugiarsi nelle paludi di Saint-Omer. L'unico territorio non toccato dalle incursioni fu il territorio di Somme.
Baldovino reagì costruendo nuove fortezze, rinforzando le mura delle città e confiscando inoltre tutti i terreni che erano stati abbandonati, così alla fine riuscì a controllare più saldamente un territorio più vasto rispetto a quello del padre. infatti aveva ingrandito il suo territori occupando le zone di Mempisc (il territorio che era stato dei Menapi), Courtrai ed Ijzer (l'attuale Limburgo olandese).
Nell'884 circa, Baldovino prese in sposa Elfrida (Aelfthryth), figlia di Alfredo il Grande, re del Wessex e di sua moglie, Ealhswith, figlia di Æthelred Mucil, che era il priore magistrato dei Gaini (una tribù della Mercia). Questa unione aveva scopi puramente politici, rafforzava infatti il fronte comune Anglo/Fiammingo contro il pericolo Vichingo. Questa alleanza sarà poi un punto fermo della politica fiamminga nei secoli successivi.
Dopo la morte di Carlo il Grosso, nell'888, anche se in passato era stato un suo avversario e non era stato uno degli elettori di Oddone, conte di Parigi a re dei Franchi occidentali, Baldovino si sottomise ad Oddone, ma in seguito, sotto la guida di Folco il Venerabile, arcivescovo di Reims, fu tra gli oppositore di Oddone.
Nell'892, Baldovino, secondo gli Annales Blandinienses, dopo la morte di Rodolfo, figlio di Eberardo del Friuli, divenne abate laico dell'Abbazia di San Bertino a Saint-Omer, mentre, secondo gli Annales Vedastini, Baldovino, su consiglio di Erberto I di Vermandois, si appropriò dell'abbazia che il re Oddone aveva promesso a Egfrido. Poi Baldovino fu al seguito di Oddone, nel tentativo fallito di conquistare Bruges.
Poi sempre secondo gli Annales Vedastini, in quello stesso anno, Baldovino occupò l'Artois.
Inoltre, dopo aver appoggiato l'incoronazione, nell'893, del carolingio, Carlo il Semplice, che Folco aveva dichiarato maggiorenne, all'età di tredici anni, contro re Oddone, Baldovino, avvantaggiandosi del conflitto che era iniziato tra Carlo il Semplice e Oddone, riuscì a porre sotto il suo dominio le regioni di Ternois e Boulonnias e Tournaisis (eccettuata la città di Tournai).
Nell'895, invece Baldovino, sempre secondo gli Annales Vedastini, si schierò a favore del re di Lotaringia, Sventiboldo, contro Carlo il Semplice, che avrebbe voluto conquistare il regno di Lotaringia, ricordando che Baldovino e suo fratello, Rodolfo si congiunsero con Sventiboldo.
Nell'896, sempre secondo gli Annales Vedastini, si schierò a favore di Oddone, contro Erberto I di Vermandois, assediato nelle sue proprietà dal re dei Franchi occidentali, e suo fratello Rodolfo ne approfittò per acquisire alcune proprietà di Erberto; ma rappacificatosi con Oddone, Erberto riottenne le sue proprietà, per cui entrò in conflitto con Rodolfo e nei combattimenti, che ne seguirono, Erberto uccise Rodolfo.
Baldovino, ancora secondo gli Annales Vedastini, invase la signoria di Peronne, che apparteneva ad Erberto I di Vermandois, ma l'intervento del nuovo re dei Franchi occidentali, Carlo il Semplice ed il re di Lotaringia, Sventboldo riuscirono a far rappacificare i contendenti.
L'anno seguente, Baldovino attaccò ancora la contea di Vermandois, ma dovette ritirarsi da tutti i territori conquistati e, sempre in quell'anno, dato che l'Arcivescovo di Reims, Folco, stava consigliando a Carlo il Semplice di riappropriarsi della città di Arras che Baldovino aveva occupato, lo fece assassinare, secondo gli Annale Blandinenses, il 17 giugno. Il Papa Benedetto IV per questo omicidio lo scomunicò.
Nel 907, Baldovino II attaccò la contea di Vermandois e fece uccidere da uno sgherro il conte di Vermandois, Erberto I, per vendicare il fratello, Rodolfo.
Secondo gli Annales Blandinienses, morì nel 918; secondo il Cartulaire de l'abbaye de Saint-Bertin morì il 10 settembre e fu sepolto nell'Abbazia di San Bertino a Saint-Omer e gli successero i due figli: al primogenito, Arnolfo andò la contea delle Fiandre, al secondogenito, Adalolfo la contea di Boulogne e l'Abbazia di San Bertino.
Un documento del 962, il nº 29 delle Chartes et documents de l'abbaye de Saint Pierre au Mont Blandin à Gand, che esprimeva le ultime volontà del conte Arnulfo, rammenta che le tombe dei suoi genitori, Baldovino II ed Elfrida, furono trasferite a Gand, nel monastero di San Pietro.

## Matrimonio e discendenza
Baldovino aveva sposato Elfrida (Aelfthryth), figlia di Alfredo il Grande, re del Wessex. Baldovino da Elfrida ebbe quattro o cinque figli:
- Arnolfo[5] (885/9[1]- 27 marzo 964), conte di Fiandra;
- Adalolfo[5] (893/9[2]-13 novembre 933), conte di Boulogne;
- Elswide, citata nel Chronicon Æthelweardi[23];
- Ermentrude, citata nel Chronicon Æthelweardi[23];
- una femmina di cui non si conosce il nome, ma che ebbe un figlio, di cui Arnolfo I di Fiandra era lo zio materno:
  - Ildebrando (?- dopo il 961), che secondo il Cartulaire de l'abbaye de Saint-Bertin divenne abate dell'abbazia di San Bertino ed era il nipote del conte di Fiandra, Arnolfo I[24]; anche secondo la Chronica Monasterii Sancti Bertini auctore Iohanne Longo de Ipra era nipote di Arnolfo I (avunculus, il fratello della madre)[25]. Ildebrando compare in un documento, per l'ultima volta, nel gennaio 961[26].

## Ascendenza
|                         |                 |                        | Genitori              |  |  | Nonni |  |  | Bisnonni                 |  |  | Trisnonni        |  |
|                         |                 |                        |                       |  |  |       |  |  | Enguerrand delle Fiandre |  |  | Carlo il Giovane |  |
|                         |                 |                        |                       |  |  |       |  |  | Enguerrand delle Fiandre |  |  | Carlo il Giovane |  |
|                         |                 | …                      |                       |  |  |       |  |  | Enguerrand delle Fiandre |  |  |                  |  |
| Odacre                  |                 |                        |                       |  |  |       |  |  | Enguerrand delle Fiandre |  |  |                  |  |
|                         |                 | …                      | …                     |  |  |       |  |  |                          |  |  |                  |  |
|                         |                 | …                      | …                     |  |  |       |  |  |                          |  |  |                  |  |
|                         |                 | …                      | …                     |  |  |       |  |  |                          |  |  |                  |  |
| Baldovino I di Fiandra  |                 | …                      |                       |  |  |       |  |  |                          |  |  |                  |  |
|                         |                 | …                      | …                     |  |  |       |  |  |                          |  |  |                  |  |
|                         |                 | …                      | …                     |  |  |       |  |  |                          |  |  |                  |  |
|                         |                 | …                      | …                     |  |  |       |  |  |                          |  |  |                  |  |
| …                       |                 | …                      |                       |  |  |       |  |  |                          |  |  |                  |  |
|                         |                 | …                      | …                     |  |  |       |  |  |                          |  |  |                  |  |
|                         |                 | …                      | …                     |  |  |       |  |  |                          |  |  |                  |  |
|                         |                 | …                      | …                     |  |  |       |  |  |                          |  |  |                  |  |
| Baldovino II di Fiandra |                 | …                      |                       |  |  |       |  |  |                          |  |  |                  |  |
|                         | Ludovico il Pio | Carlo Magno            |                       |  |  |       |  |  |                          |  |  |                  |  |
|                         | Ludovico il Pio | Carlo Magno            |                       |  |  |       |  |  |                          |  |  |                  |  |
|                         | Ludovico il Pio | Ildegarda              |                       |  |  |       |  |  |                          |  |  |                  |  |
| Carlo il Calvo          | Ludovico il Pio |                        |                       |  |  |       |  |  |                          |  |  |                  |  |
|                         |                 | Giuditta di Baviera    | Guelfo I              |  |  |       |  |  |                          |  |  |                  |  |
|                         |                 | Giuditta di Baviera    | Guelfo I              |  |  |       |  |  |                          |  |  |                  |  |
|                         |                 | Giuditta di Baviera    | Edvige di Sassonia    |  |  |       |  |  |                          |  |  |                  |  |
| Giuditta di Francia     |                 | Giuditta di Baviera    |                       |  |  |       |  |  |                          |  |  |                  |  |
|                         |                 | Oddone d'Orléans       | Adriano d'Orléans     |  |  |       |  |  |                          |  |  |                  |  |
|                         |                 | Oddone d'Orléans       | Adriano d'Orléans     |  |  |       |  |  |                          |  |  |                  |  |
|                         |                 | Oddone d'Orléans       | Waldrada              |  |  |       |  |  |                          |  |  |                  |  |
| Ermentrude d'Orléans    |                 | Oddone d'Orléans       |                       |  |  |       |  |  |                          |  |  |                  |  |
|                         |                 | Engeltrude di Fézensac | Leotardo I di Parigi  |  |  |       |  |  |                          |  |  |                  |  |
|                         |                 | Engeltrude di Fézensac | Leotardo I di Parigi  |  |  |       |  |  |                          |  |  |                  |  |
|                         |                 | Engeltrude di Fézensac | Grimeut (o Grimhilde) |  |  |       |  |  |                          |  |  |                  |  |
|                         |                 | Engeltrude di Fézensac |                       |  |  |       |  |  |                          |  |  |                  |  |

### Fonti primarie
- (LA)  Monumenta Germaniae Historica, Scriptores, tomus IX.
- (LA)  Monumenta Germaniae Historica, Scriptores, tomus II.
- (LA)  Cartulaire de l'abbaye de Saint-Bertin.
- (LA)  Monumenta Germaniae Historica, Scriptores, tomus V.
- (LA)  Monumenta Germaniae Historica, Legum, tomus I.
- (LA)  Monumenta Germaniae Historica, Scriptores, tomus I.
- (LA)  Chartes et documents de l'abbaye de Saint Pierre au Mont Blandin à Gand.
- (LA)  Monumenta Germaniae Historica, Scriptores, tomus XXV.

### Letteratura storiografica
- René Poupardin, I regni carolingi (840-918), in «Storia del mondo medievale», vol. II, 1999, pp. 583–635
- Louis Halphen, Francia: gli ultimi Carolingi e l'ascesa di Ugo Capeto (888-987), in «Storia del mondo medievale», vol. II, 1999, pp. 636–661
- Allen Mawer, I vichinghi, in «Storia del mondo medievale», vol. II, 1999, pp. 734–769
- (EN)  Old English Chronicles.